# Un cuore grosso così
Un cuore grosso così (Un coeur gros comme ça) è un documentario del 1961 diretto da François Reichenbach.

## Riconoscimenti
- 1962 - Festival del cinema di Locarno
  - Vela d'Oro